# Моргенштерн, Карл Симон
Карл Симон Моргенштерн (нем. Johann Karl Simon Morgenstern; 28 августа 1770, Магдебург, Королевство Пруссия — 15 сентября 1852, Дерпт, Эстляндская губерния, Российская империя) — немецкий филолог-германист, литературовед, библиотекарь и нумизмат на службе Российской империи. Профессор Императорского Дерптского университета, а также почётный член Санкт-Петербургской Императорской академии наук (c 25.10.1826). Моргенштерну принадлежит введение в научный оборот термина «Роман воспитания».

## Биография
Родился в Магдебурге. С 1788 года учился в Университете Галле, посещал филологический семинар Фридриха Августа Вольфа. В мае 1794 года он получил докторскую степень, а в 1797 году — стал профессором курса философии. В 1802 году он переехал в Дерпт, где провёл остаток своей жизни. В Дерптском университете он преподавал риторику, классическую филологию, эстетику и историю искусства и литературы.
Кроме множества речей и университетских программ по греческой и латинской филологии, философии, истории немецкой литературы и эстетике, написал несколько ценных нумизматических сочинений, из которых наиболее капитальное — «Commentatio de numismate Basilii Tshernigoviae nuper efosso» (Дерпт, 1824—1826). В частности, в нём Моргенштерн исследовал древнерусский золотник, найденный в 1821 году близ Чернигова, принадлежащий к числу так называемых змеевиков; считается, что он был выбит по указанию великого князя Владимира в память победы христианской веры над языческими народными верованиями.
В честь Карла Моргенштерна — одного из основателей библиотеки Дерптского университета и её первого директора (1802—1839) — в Тарту в парке Тоомемяэ установлен памятник.